# 閻祖調

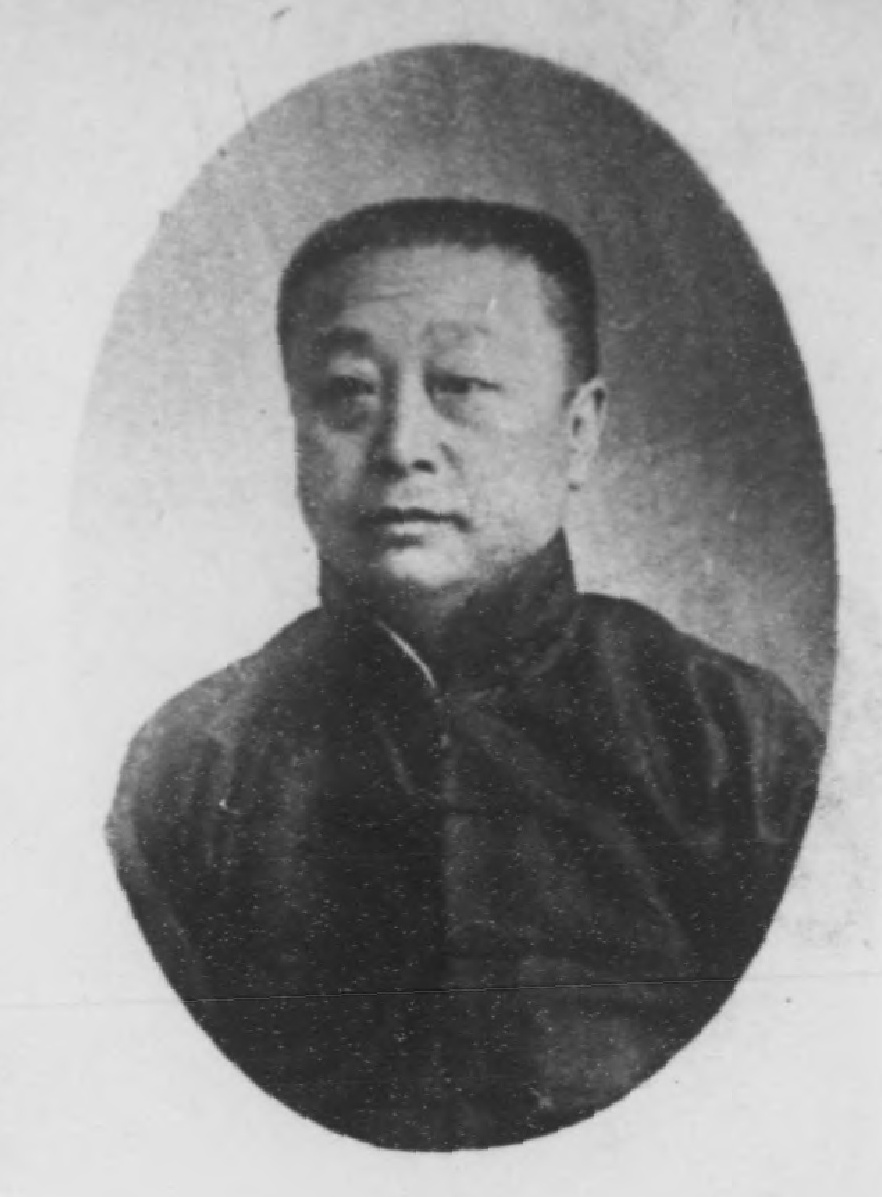

閻祖訓（？—？），又名閻祖調，江西省德化縣人，清朝政治人物、進士出身。
光緒三十年（1904年），會試第236名；殿試登進士二甲99名，后授以主事分部學習。